# Lijst van beschermd erfgoed in Namen
Onderstaande tabel geeft een overzicht van de beschermde erfgoederen in de gemeente Namen. Het beschermd erfgoed maakt deel uit van het cultureel erfgoed in België.
| Object | Bouwjaar/architect         | Deelgemeente     | Adres                                                                           | Coördinaten                   | Nummer?                | Afbeelding |
| --- | -------------------------- | ---------------- | ------------------------------------------------------------------------------- | ----------------------------- | ---------------------- | --- |
| Voormalig herenhuis van Gaiffier d'Hestroy |                            | Namen            | Rue de Fer n° 24                                                                | 50° 27' 56" NB, 4° 51' 55" OL | 92094-CLT-0001-01 Info | Voormalig herenhuis van Gaiffier d'Hestroy |
| Pastorie van de parochie Saint-Loup |                            | Namen            | Rue du Collège, n° 17                                                           | 50° 27' 49" NB, 4° 51' 48" OL | 92094-CLT-0002-01 Info | Pastorie van de parochie Saint-Loup |
| Kerk Saint-Loup |                            | Namen            | Rue du Collège                                                                  | 50° 27' 50" NB, 4° 51' 48" OL | 92094-CLT-0003-01 Info | Kerk Saint-Loup |
| Kerk Saint-Joseph |                            | Namen            | Rue de Fer                                                                      | 50° 27' 57" NB, 4° 51' 53" OL | 92094-CLT-0004-01 Info | Kerk Saint-Joseph |
| Pomp groentenmarkt ('Marché aux légumes') |                            | Namen            | Place Marché aux légumes                                                        | 50° 27' 48" NB, 4° 51' 54" OL | 92094-CLT-0005-01 Info | Pomp groentenmarkt ('Marché aux légumes') |
| Voormalig bisschoppelijk paleis, thans provinciaal gouvernement |                            | Namen            | Place Saint-Aubain, n° 2                                                        | 50° 27' 51" NB, 4° 51' 41" OL | 92094-CLT-0006-01 Info | Voormalig bisschoppelijk paleis, thans provinciaal gouvernement |
| Kathedraal Saint-Aubain |                            | Namen            | Place Saint-Aubain                                                              | 50° 27' 52" NB, 4° 51' 36" OL | 92094-CLT-0007-01 Info | Kathedraal Saint-Aubain |
| Poort van de Samber en Maas |                            | Namen            | Rue du Pont                                                                     | 50° 27' 44" NB, 4° 52' 7" OL  | 92094-CLT-0008-01 Info | Poort van de Samber en Maas |
| Pomp op de Engelmarkt plaats | 1791 François-Joseph Denis | Namen            | Rue de l'Ange                                                                   | 50° 27' 51" NB, 4° 51' 55" OL | 92094-CLT-0009-01 Info | Pomp op de Engelmarkt plaats |
| Koninklijk Atheneum en school van de 4e graad, voormalig Jezuïetencollege |                            | Namen            | Rue du Collège n°s 2-8                                                          | 50° 27' 50" NB, 4° 51' 45" OL | 92094-CLT-0010-01 Info | Koninklijk Atheneum en school van de 4e graad, voormalig Jezuïetencollege |
| Belfort van Namen |                            | Namen            | Rue du Beffroi n° 4                                                             | 50° 27' 50" NB, 4° 52' 1" OL  | 92094-CLT-0011-01 Info | Belfort van Namen |
| Archeologisch Museum, voormalig slachthuis en vleeshal |                            | Namen            | Rue du Pont                                                                     | 50° 27' 44" NB, 4° 52' 5" OL  | 92094-CLT-0012-01 Info | Archeologisch Museum, voormalig slachthuis en vleeshal |
| Bisschoppelijk paleis, voormalige refugie van de abdij van Malonne |                            | Namen            | Rue de l'Évêché, n° 1                                                           | 50° 27' 47" NB, 4° 51' 34" OL | 92094-CLT-0013-01 Info | |
| Musée Groesbeeck de Croix, voormalig herenhuis Groesbeeck de Croix of van de Markiezen de Croix |                            | Namen            | Rue Joseph Saintraint, n° 3                                                     | 50° 27' 48" NB, 4° 51' 40" OL | 92094-CLT-0014-01 Info | Musée Groesbeeck de Croix, voormalig herenhuis Groesbeeck de Croix of van de Markiezen de Croix |
| Huis: gevel en dak |                            | Namen            | Rue du Collège, n° 41                                                           | 50° 27' 49" NB, 4° 51' 43" OL | 92094-CLT-0015-01 Info | Huis: gevel en dak |
| Gevels en daken van het gebouw |                            | Namen            | Rue du Collège n° 33                                                            | 50° 27' 49" NB, 4° 51' 45" OL | 92094-CLT-0016-01 Info | Gevels en daken van het gebouw |
| Huis: gotische gevel |                            | Namen            | Rue des Brasseurs n° 107                                                        | 50° 27' 43" NB, 4° 51' 49" OL | 92094-CLT-0024-01 Info | Huis: gotische gevel |
| Huis: gevel |                            | Namen            | Rue des Brasseurs n° 109                                                        | 50° 27' 43" NB, 4° 51' 49" OL | 92094-CLT-0025-01 Info | Huis: gevel |
| Huis |                            | Namen            | Rue des Brasseurs n°s 171-173                                                   | 50° 27' 44" NB, 4° 51' 42" OL | 92094-CLT-0027-01 Info | Huis |
| Huis |                            | Namen            | Rue des Brasseurs n° 175                                                        | 50° 27' 44" NB, 4° 51' 42" OL | 92094-CLT-0028-01 Info | Huis |
| Huis |                            | Namen            | Rue des Brasseurs n° 183                                                        | 50° 27' 44" NB, 4° 51' 40" OL | 92094-CLT-0029-01 Info | Huis |
| Huis: gevels en daken |                            | Namen            | Rue du Collège n° 31                                                            | 50° 27' 49" NB, 4° 51' 45" OL | 92094-CLT-0034-01 Info | Huis: gevels en daken |
| Huis: gevels en daken |                            | Namen            | Rue du Collège n° 35                                                            | 50° 27' 49" NB, 4° 51' 44" OL | 92094-CLT-0036-01 Info | |
| Park Louise-Marie (site) |                            | Namen            |                                                                                 | 50° 28' 0" NB, 4° 51' 17" OL  | 92094-CLT-0037-01 Info | Park Louise-Marie (site) |
| Huis: gevel |                            | Namen            | Rue de Bruxelles n° 57                                                          | 50° 27' 57" NB, 4° 51' 41" OL | 92094-CLT-0043-01 Info | Huis: gevel |
| Ensemble gevormd door het park la Plante (site) |                            | Namen            |                                                                                 | 50° 27' 2" NB, 4° 51' 34" OL  | 92094-CLT-0053-01 Info | |
| Geheel van de Place du Marché aux Légumes (site) |                            | Namen            |                                                                                 | 50° 27' 48" NB, 4° 51' 53" OL | 92094-CLT-0054-01 Info | Geheel van de Place du Marché aux Légumes (site) |
| Hospice Saint-Gilles |                            | Namen            | Rue Notre-Dame n° 1                                                             | 50° 27' 39" NB, 4° 52' 5" OL  | 92094-CLT-0059-01 Info | Hospice Saint-Gilles |
| Kerk Saint-Jean Baptiste |                            | Namen            | Place du Marché aux Légumes                                                     | 50° 27' 48" NB, 4° 51' 55" OL | 92094-CLT-0061-01 Info | Kerk Saint-Jean Baptiste |
| Academie van Schone Kunsten, voormalige Berg van Barmhartigheid |                            | Namen            | Rue du Lombard n°s 12-20                                                        | 50° 27' 52" NB, 4° 52' 13" OL | 92094-CLT-0062-01 Info | Academie van Schone Kunsten, voormalige Berg van Barmhartigheid |
| Toren Marie Spilar |                            | Namen            | Rue de la Tour, n° 7                                                            | 50° 27' 48" NB, 4° 52' 6" OL  | 92094-CLT-0063-01 Info | Toren Marie Spilar |
| Toren genaamd "Baduelle" of "de la Monnaie" en een fragment van de wallen van de derde versterkte omwalling uit de 14e eeuw |                            | Namen            | Rue Basse-Marcelle, naast n° 10                                                 | 50° 27' 54" NB, 4° 51' 44" OL | 92094-CLT-0064-01 Info | Toren genaamd "Baduelle" of "de la Monnaie" en een fragment van de wallen van de derde versterkte omwalling uit de 14e eeuw |
| Huis |                            | Namen            | Rue des Brasseurs n° 169                                                        | 50° 27' 44" NB, 4° 51' 43" OL | 92094-CLT-0066-01 Info | Huis |
| Portaal aan de rue des Brasseurs, aan de kant van de rue du Président, genaamd "Porte de Sambre" |                            | Namen            | Rue des Brasseurs, links van nr. 107                                            | 50° 27' 43" NB, 4° 51' 50" OL | 92094-CLT-0067-01 Info | Portaal aan de rue des Brasseurs, aan de kant van de rue du Président, genaamd "Porte de Sambre" |
| Citadel: portaal van Bordial: oud hoofdgebouw en tunnel |                            | Namen            |                                                                                 | 50° 27' 40" NB, 4° 51' 41" OL | 92094-CLT-0068-01 Info | |
| Citadel: portaal van Bordial |                            | Namen            |                                                                                 | 50° 27' 40" NB, 4° 51' 40" OL | 92094-CLT-0069-01 Info | Citadel: portaal van Bordial |
| Sint-Jacobskerk |                            | Namen            | Rue Saint-Jacques n° 28                                                         | 50° 27' 55" NB, 4° 51' 51" OL | 92094-CLT-0071-01 Info | Sint-Jacobskerk |
| Voormalig herenhuis van Propper |                            | Namen            | Rue Joseph Saintraint, n° 1                                                     | 50° 27' 49" NB, 4° 51' 40" OL | 92094-CLT-0073-01 Info | Voormalig herenhuis van Propper |
| Poort van de Refugie van de oude abdij van Floreffe |                            | Namen            | Rue de Gravière n° 2                                                            | 50° 27' 47" NB, 4° 52' 11" OL | 92094-CLT-0074-01 Info | Poort van de Refugie van de oude abdij van Floreffe |
| Arsenaal |                            | Namen            | Rue de l'Arsenal n° 7                                                           | 50° 27' 51" NB, 4° 51' 27" OL | 92094-CLT-0075-01 Info | Arsenaal |
| Huis |                            | Namen            | Rue des Brasseurs n° 135                                                        | 50° 27' 43" NB, 4° 51' 46" OL | 92094-CLT-0076-01 Info | Huis |
| Huis |                            | Namen            | Rue Lelièvre n° 2                                                               | 50° 27' 53" NB, 4° 51' 40" OL | 92094-CLT-0077-01 Info | Huis |
| Citadel: Fort d'Orange |                            | Namen            |                                                                                 | 50° 27' 31" NB, 4° 51' 3" OL  | 92094-CLT-0078-01 Info | |
| Huis: gevel en dak voorzijde |                            | Namen            | rue du Pont n°s 7-9                                                             | 50° 27' 45" NB, 4° 52' 4" OL  | 92094-CLT-0079-01 Info | Huis: gevel en dak voorzijde |
| Stedelijke site van de rue des Brasseurs |                            | Namen            | rue des Brasseurs                                                               | 50° 27' 44" NB, 4° 51' 39" OL | 92094-CLT-0080-01 Info | Stedelijke site van de rue des Brasseurs |
| Kerk Notre-Dame |                            | Namen            |                                                                                 | 50° 27' 49" NB, 4° 52' 17" OL | 92094-CLT-0081-01 Info | Kerk Notre-Dame |
| Gebouw |                            | Namen            | rue des Brasseurs n° 170                                                        | 50° 27' 44" NB, 4° 51' 44" OL | 92094-CLT-0083-01 Info | Gebouw |
| Hospice d'Harscamp (zuidelijke vleugel parallel aan de Maas) (monument) en het ensemble gevormd door de verschillende gebouwen en de tuinen (site)                                                                                                 |                            | Namen            | rue Saint-Nicolas n° 2                                                          | 50° 27' 47" NB, 4° 52' 17" OL | 92094-CLT-0085-01 Info | Hospice d'Harscamp (zuidelijke vleugel parallel aan de Maas) (monument) en het ensemble gevormd door de verschillende gebouwen en de tuinen (site)                                                                                                 |
| Huis |                            | Namen            | rue des Brasseurs n°s 172-174                                                   | 50° 27' 44" NB, 4° 51' 43" OL | 92094-CLT-0086-01 Info | Huis |
| Huis |                            | Namen            | rue des Brasseurs n° 176                                                        | 50° 27' 44" NB, 4° 51' 43" OL | 92094-CLT-0087-01 Info | Huis |
| Huis: gevel en dak |                            | Namen            | Rue Lelièvre n° 24                                                              | 50° 27' 56" NB, 4° 51' 40" OL | 92094-CLT-0088-01 Info | Huis: gevel en dak |
| Huis op de hoek van de straten rue de l'Evêché en rue du Séminaire |                            | Namen            | Rue de lEvêché 5                                                                | 50° 27' 49" NB, 4° 51' 33" OL | 92094-CLT-0089-01 Info | Huis op de hoek van de straten rue de l'Evêché en rue du Séminaire |
| Gebouw |                            | Namen            | Rue Grandgagnage n° 7                                                           | 50° 27' 59" NB, 4° 51' 30" OL | 92094-CLT-0090-01 Info | Gebouw |
| Hôtel Huart |                            | Namen            | rue Grandgagnage 2B-4                                                           | 50° 28' 1" NB, 4° 51' 31" OL  | 92094-CLT-0091-01 Info | Hôtel Huart |
| Voormalig hôtel de Francquen, op de hoek van de straten rue Cuvelier en rue Pépin |                            | Namen            | Rue Emile Cuvelier 16-18, Rue Pépin 1-3                                         | 50° 27' 52" NB, 4° 52' 0" OL  | 92094-CLT-0092-01 Info | Voormalig hôtel de Francquen, op de hoek van de straten rue Cuvelier en rue Pépin |
| Ensemble van het kasteel David de Lossy en de omliggende terreinen |                            | Flawinne         | Drève du château David                                                          | 50° 27' 52" NB, 4° 48' 11" OL | 92094-CLT-0093-01 Info | Ensemble van het kasteel David de Lossy en de omliggende terreinen |
| Hoeve Notre-Dame au Bois |                            | Wépion           | Rue M. Lecomte                                                                  | 50° 26' 20" NB, 4° 50' 7" OL  | 92094-CLT-0094-01 Info | |
| Citadel van Namen |                            | Namen            |                                                                                 | 50° 27' 26" NB, 4° 51' 10" OL | 92094-CLT-0105-01 Info | Citadel van Namen |
| Gevels en daken van het huis en de traptoren en de totaliteit van het entreeportaal |                            | Namen            | links van rue du Lombard n°22                                                   | 50° 27' 53" NB, 4° 52' 15" OL | 92094-CLT-0106-01 Info | |
| Voormalig huis van de leerlooiers |                            | Namen            | Place Saint-Nicolas n°1                                                         | 50° 27' 49" NB, 4° 52' 16" OL | 92094-CLT-0107-01 Info | Voormalig huis van de leerlooiers |
| Hôtel de Wasseige |                            | Namen            | rue de Bruxelles n°55 en 55b                                                    | 50° 27' 56" NB, 4° 51' 42" OL | 92094-CLT-0108-01 Info | Hôtel de Wasseige |
| De terreinen met uitzicht |                            | Bouge            |                                                                                 | 50° 28' 15" NB, 4° 53' 14" OL | 92094-CLT-0110-01 Info | |
| Abdijhoeve van Daussoulx: het erf, de drinkplaats en de waterput, alsook alle nog bestaande gebouwen, en het aanpalende land, met inbegrip van de abdijweg                                                                                         |                            | Daussoulx        | Rue de la Converterie 14                                                        | 50° 30' 56" NB, 4° 52' 27" OL | 92094-CLT-0111-01 Info | |
| Parochiekerk Saint-Martin en zijn begraafplaats |                            | Dave             | Rue de la Vieille Église                                                        | 50° 24' 55" NB, 4° 53' 8" OL  | 92094-CLT-0112-01 Info | Parochiekerk Saint-Martin en zijn begraafplaats |
| Pastorie van de Sint-Martinusparochie |                            | Dave             | Rue de la Vieille Église 17                                                     | 50° 24' 55" NB, 4° 53' 14" OL | 92094-CLT-0113-01 Info | Pastorie van de Sint-Martinusparochie |
| Lindeboom, gelegen aan de ingang van de haag van de armen |                            | Dave             |                                                                                 | 50° 24' 57" NB, 4° 53' 45" OL | 92094-CLT-0114-01 Info | |
| Kasteel van Dave |                            | Dave             | Dave                                                                            | 50° 24' 24" NB, 4° 53' 3" OL  | 92094-CLT-0115-01 Info | Kasteel van Dave |
| Kapel Notre-Dame de Bon Secours, en het ensemble van de kapel en de omliggende terreinen |                            | Dave             | links van Rue de Jambes nr. 94                                                  | 50° 25' 14" NB, 4° 53' 1" OL  | 92094-CLT-0116-01 Info | |
| Parochiekerk Notre-Dame |                            | Gelbressée       | Rue de Ferraire                                                                 | 50° 30' 35" NB, 4° 57' 16" OL | 92094-CLT-0117-01 Info | Parochiekerk Notre-Dame |
| Ensemble van de kerk Notre-Dame van Gelbressée en de omliggende terreinen |                            | Gelbressée       |                                                                                 | 50° 30' 35" NB, 4° 57' 14" OL | 92094-CLT-0118-01 Info | |
| De donjon te Anhaive genaamd "Enhaive" |                            | Jambes           | Place Jean de Flandre 1                                                         | 50° 27' 45" NB, 4° 53' 19" OL | 92094-CLT-0119-01 Info | De donjon te Anhaive genaamd "Enhaive" |
| Parochiekerk Saint-Quentin |                            | Lives-sur-Meuse  | Chaussée de Liège                                                               | 50° 27' 56" NB, 4° 55' 27" OL | 92094-CLT-0121-01 Info | Parochiekerk Saint-Quentin |
| Pastorie van de Sint-Kwintensparochie |                            | Lives-sur-Meuse  | Chaussée de Liège 768                                                           | 50° 27' 56" NB, 4° 55' 26" OL | 92094-CLT-0122-01 Info | |
| Rotsen van la Roche à l'Argent |                            | Lives-sur-Meuse  |                                                                                 | 50° 27' 48" NB, 4° 55' 37" OL | 92094-CLT-0123-01 Info | Rotsen van la Roche à l'Argent |
| Uitbreiding van de bescherming van de rotsen van la Roche à l'Argent |                            | Lives-sur-Meuse  | Lives-sur-Meuse                                                                 | 50° 27' 48" NB, 4° 55' 37" OL | 92094-CLT-0124-01 Info | |
| Muren van de pastorietuin en kerkhofmuren (monument); ensemble van de kerk, de pastorie, de tuin, de bijgebouwen en het kerkhof (site) |                            | Lives-sur-Meuse  | Chaussée de Liège                                                               | 50° 27' 55" NB, 4° 55' 25" OL | 92094-CLT-0127-01 Info | |
| Parochiekerk Saint-Berthuin, voormalige abdijkerk |                            | Malonne          | Fond de Malonne                                                                 | 50° 26' 12" NB, 4° 47' 43" OL | 92094-CLT-0128-01 Info | Parochiekerk Saint-Berthuin, voormalige abdijkerk |
| Voormalige groeve van vulkanisch gesteente |                            | Malonne          | Piroy                                                                           | 50° 24' 59" NB, 4° 47' 26" OL | 92094-CLT-0129-01 Info | |
| Site van de rotsen van Marche-les-Dames |                            | Marche-les-Dames |                                                                                 | 50° 28' 41" NB, 4° 56' 10" OL | 92094-CLT-0130-01 Info | Site van de rotsen van Marche-les-Dames |
| Herdenkingsmonument voor koning Albert I |                            | Marche-les-Dames | Rue Roi Chevalier                                                               | 50° 28' 54" NB, 4° 56' 55" OL | 92094-CLT-0131-01 Info | Herdenkingsmonument voor koning Albert I |
| Abdij Notre-Dame du Vivier |                            | Marche-les-Dames | Rue Notre-Dame du Vivier 135                                                    | 50° 29' 20" NB, 4° 57' 24" OL | 92094-CLT-0133-01 Info | Abdij Notre-Dame du Vivier |
| Kapel van Hastimoulin |                            | Saint-Servais    | nabij Cité Germinal, Résidence Karina                                           | 50° 28' 23" NB, 4° 51' 29" OL | 92094-CLT-0134-01 Info | Kapel van Hastimoulin |
| Parochiekerk Sint-Hilarius: toren, koor en transept |                            | Temploux         | Place J. Madelin                                                                | 50° 28' 59" NB, 4° 45' 3" OL  | 92094-CLT-0135-01 Info | Parochiekerk Sint-Hilarius: toren, koor en transept |
| Voormalige kerk Sint-Martinus |                            | Vedrin           | Rue de Frizet                                                                   | 50° 29' 49" NB, 4° 51' 51" OL | 92094-CLT-0136-01 Info | Voormalige kerk Sint-Martinus |
| Ensemble van de calvarie van Frizet en de bomen eromheen | 1905                       | Vedrin           | Rue de Frizet                                                                   | 50° 29' 52" NB, 4° 52' 1" OL  | 92094-CLT-0137-01 Info | |
| Kerk Notre-Dame du Rosaire |                            | Wierde           | Rue de Jausse                                                                   | 50° 25' 31" NB, 4° 57' 1" OL  | 92094-CLT-0138-01 Info | Kerk Notre-Dame du Rosaire |
| Ommuurde hoeve Anhaive en omgeving |                            | Jambes           | Chaussée de Liège 313                                                           | 50° 27' 44" NB, 4° 53' 21" OL | 92094-CLT-0139-01 Info | Ommuurde hoeve Anhaive en omgeving |
| Gebouw op de hoek van de rue Grandgagnage en de rue de Bruxelles |                            | Namen            | Rue Grandgagnage 2B, Rue de Bruxelles 71                                        | 50° 28' 1" NB, 4° 51' 32" OL  | 92094-CLT-0141-01 Info | Gebouw op de hoek van de rue Grandgagnage en de rue de Bruxelles |
| Winkelhuis "A la Vierge Marie" |                            | Namen            | rue de l'Ouvrage n°1                                                            | 50° 27' 52" NB, 4° 51' 48" OL | 92094-CLT-0142-01 Info | |
| Gevels en daken van het gebouw |                            | Namen            | rue Saint-Nicolas n°59                                                          | 50° 27' 51" NB, 4° 52' 19" OL | 92094-CLT-0143-01 Info | Gevels en daken van het gebouw |
| Kasteelhoeve en Sint-Apolliniuskapel grenzend aan Wartet |                            | Marche-les-Dames | Rue de Bayet 10                                                                 | 50° 29' 29" NB, 4° 58' 17" OL | 92094-CLT-0144-01 Info | |
| Herenhuis |                            | Jambes           | Boulevard de la Meuse 78-80                                                     | 50° 27' 11" NB, 4° 51' 47" OL | 92094-CLT-0147-01 Info | |
| Kapel van het Heilig Sacrament |                            | Saint-Marc       | Rue de Frizet                                                                   | 50° 29' 47" NB, 4° 51' 48" OL | 92094-CLT-0148-01 Info | |
| Woestijn van Marlagne: kapel Sainte-Marie-Madeleine, bakhuis, toegangspoort en omliggende muren, Chemin des Carmes en het ensemble van deze gebouwen en hun omgeving                                                                               |                            | Wépion           | Chemin des Archiducs 90                                                         | 50° 25' 20" NB, 4° 51' 6" OL  | 92094-CLT-0149-01 Info | |
| Brug van Jambes en directe omgeving |                            | Namen, Jambes    |                                                                                 | 50° 27' 30" NB, 4° 51' 58" OL | 92094-CLT-0150-01 Info | Brug van Jambes en directe omgeving |
| Île de Dave |                            | Dave             |                                                                                 | 50° 25' 20" NB, 4° 52' 46" OL | 92094-CLT-0152-01 Info | Île de Dave |
| Hoeve van Ponty en omgeving |                            | Bouge            | chaussé de Louvain 513                                                          | 50° 29' 15" NB, 4° 53' 28" OL | 92094-CLT-0153-01 Info | Hoeve van Ponty en omgeving |
| Centrum van het dorp Bouge |                            | Bouge            |                                                                                 | 50° 28' 23" NB, 4° 53' 22" OL | 92094-CLT-0154-01 Info | |
| Kapel Sainte-Wivinne en omgeving |                            | Temploux         | Rue Sainte-Wivinne                                                              | 50° 29' 1" NB, 4° 44' 46" OL  | 92094-CLT-0156-01 Info | |
| Voormalige Celestijnerpriorij |                            | Namen            | Rue du Lombard 79                                                               | 50° 27' 57" NB, 4° 52' 14" OL | 92094-CLT-0157-01 Info | Voormalige Celestijnerpriorij |
| Herberg "Pierre du Diable" |                            | Jambes           | Rue de Dave n° 404                                                              | 50° 26' 39" NB, 4° 52' 2" OL  | 92094-CLT-0158-01 Info | |
| Justititiepaleis |                            | Namen            | Place du Palais de Justice 4                                                    | 50° 27' 54" NB, 4° 51' 34" OL | 92094-CLT-0159-01 Info | Justititiepaleis |
| Kasteel en kasteelhoeve van Loyers |                            | Loyers           | Rue Bossimé 20-22                                                               | 50° 27' 52" NB, 4° 56' 55" OL | 92094-CLT-0160-01 Info | |
| Graslanden gelegen tegenover het eiland van Dave en het kasteelpark van Wasseige |                            | Dave             |                                                                                 | 50° 24' 57" NB, 4° 53' 5" OL  | 92094-CLT-0161-01 Info | |
| uitbreiding van bescherming île de Dave met de stroomafwaartse gelegen rand van het eiland, en de onbevaarbare arm van de Maas en de oever |                            |                  |                                                                                 | 50° 25' 20" NB, 4° 52' 46" OL | 92094-CLT-0162-01 Info | |
| Bos van Coquelet |                            | Bouge            |                                                                                 | 50° 28' 7" NB, 4° 52' 48" OL  | 92094-CLT-0164-01 Info | |
| Pastorie van Wierde |                            | Wierde           | Fond du Village 29                                                              | 50° 25' 31" NB, 4° 57' 4" OL  | 92094-CLT-0166-01 Info | Pastorie van Wierde |
| Centrum van Wierde: Gevels en daken van het ensemble van de gebouwen, landschap rondom de site van het dorp en monumenten waaronder de kerende muren langs de wegen en gebouwen, en beschermingszone aan de rand van het architectonische ensemble |                            | Wierde           | rue de Jausse 139, 152-156, 168, 178, 182, 188, 179; Fond du Village 31, 32, 33 | 50° 25' 29" NB, 4° 56' 46" OL | 92094-CLT-0167-01 Info | Centrum van Wierde: Gevels en daken van het ensemble van de gebouwen, landschap rondom de site van het dorp en monumenten waaronder de kerende muren langs de wegen en gebouwen, en beschermingszone aan de rand van het architectonische ensemble |
| De bossen in de omgeving van het kasteelhoeve van Loyers |                            | Loyers           |                                                                                 | 50° 27' 59" NB, 4° 56' 46" OL | 92094-CLT-0169-01 Info | De bossen in de omgeving van het kasteelhoeve van Loyers |
| Hoeve met bijgebouwen en omgeving |                            | Malonne          | Sur le Crestia 50                                                               | 50° 26' 38" NB, 4° 47' 50" OL | 92094-CLT-0171-01 Info | |
| Bushokje |                            | Namen            | avenue de la Plante, tegenover het park                                         | 50° 27' 10" NB, 4° 51' 38" OL | 92094-CLT-0172-01 Info | |
| De straatgevels en dakhellingen in de straten van het gebouw "Bibot" |                            | Namen            | place Léopold 3                                                                 | 50° 28' 6" NB, 4° 52' 4" OL   | 92094-CLT-0174-01 Info | De straatgevels en dakhellingen in de straten van het gebouw "Bibot" |
| Art-nouveau handelshuis | ca. 1910 A. Ledoux         | Jambes           | avenue Jean Materne 82-84                                                       | 50° 27' 26" NB, 4° 52' 11" OL | 92094-CLT-0175-01 Info | Art-nouveau handelshuis |
| De gevels en daken van huizen gelegen in de avenue de la Pairelle, en het ensemble van de genoemde huizen, de kapel Notre-Dame de Lorette en het bijgebouw op de hoek van rue Dohet                                                                |                            | Namen            | avenue de la Pairelle n°s 44 en 45, Namur                                       | 50° 26' 29" NB, 4° 51' 33" OL | 92094-CLT-0176-01 Info | |
| Théâtre Royal de Namur |                            | Namen            | Place du Théâtre                                                                | 50° 27' 52" NB, 4° 52' 5" OL  | 92094-CLT-0177-01 Info | Théâtre Royal de Namur |
| Gevels en daken van het huis, inclusief het tuinpaviljoen met een gietijzeren hekwerk en de trap in de stijl van Louis XVe |                            | Namen            | rue des Brasseurs n°5                                                           | 50° 27' 44" NB, 4° 52' 2" OL  | 92094-CLT-0178-01 Info | Gevels en daken van het huis, inclusief het tuinpaviljoen met een gietijzeren hekwerk en de trap in de stijl van Louis XVe |
| Ensemble van de gevels en daken, en bepaalde elementen van het interieur van het gebouw |                            | Namen            | Rue Saint-Jean 4-6                                                              | 50° 27' 47" NB, 4° 51' 52" OL | 92094-CLT-0187-01 Info | |
| Eiland "Vas-t'y-frotte" |                            | Namen            |                                                                                 | 50° 26' 37" NB, 4° 51' 35" OL | 92094-CLT-0188-01 Info | Eiland "Vas-t'y-frotte" |
| Molens van Beez |                            | Beez             | Rue du Moulin de Meuse 4-5                                                      | 50° 27' 56" NB, 4° 54' 26" OL | 92094-CLT-0190-01 Info | Molens van Beez |
| Hoevecomplex van Berlacomine |                            | Vedrin           | Rue du Rond Chêne 174                                                           | 50° 29' 2" NB, 4° 51' 25" OL  | 92094-CLT-0192-01 Info | Hoevecomplex van Berlacomine |
| Onderdelen van de citadel van Namen |                            | Namen            |                                                                                 | 50° 27' 34" NB, 4° 51' 52" OL | 92094-CLT-0195-01 Info | Onderdelen van de citadel van Namen |
| Ensemble van het gebouw "Patria", met uitzondering van het restaurant op de begane grond, keuken, badkamers, de luifel en de achtertuin |                            | Namen            | Rue Saint-Aubain n°3                                                            | 50° 27' 50" NB, 4° 51' 38" OL | 92094-CLT-0196-01 Info | Ensemble van het gebouw "Patria", met uitzondering van het restaurant op de begane grond, keuken, badkamers, de luifel en de achtertuin |
| Voorgevel en dak van het huis |                            | Namen            | rue des Brasseurs n°7                                                           | 50° 27' 44" NB, 4° 52' 2" OL  | 92094-CLT-0197-01 Info | |